# Anacanthobatis folirostris
Anacanthobatis folirostris är en rockeart som först beskrevs av Bigelow och Schroeder 1951.  Anacanthobatis folirostris ingår i släktet Anacanthobatis och familjen Anacanthobatidae. IUCN kategoriserar arten globalt som otillräckligt studerad. Inga underarter finns listade i Catalogue of Life.